# Adkalgud, Devadurga
Adkalgud là một làng thuộc tehsil Devadurga, huyện Raichur, bang Karnataka, Ấn Độ.